# Franz Sperr
Franz Sperr (né le 12 février 1878 à Karlstadt-sur-le-Main, mort le 23 janvier 1945 à Berlin) est un résistant allemand au nazisme.

## Biographie
Franz Sperr est le fils d'un ingénieur des Chemins de fer royaux bavarois. La famille fait de nombreux déménagements. Après son abitur en 1897, il fait d'abord un service volontaire dans l'armée de Bavière puis une carrière. De 1906 à 1909, Sperr suit une formation à l'académie bavaroise de guerre (de) qui lui permet d'intégrer l'état-major.
Lors de la Première Guerre mondiale, il est capitaine puis major. En 1916, il part à Berlin et est chargé de la représentation de l'armée auprès du Bundesrat. Après la guerre, il est mis à disposition. Il devient fonctionnaire et travaille pour l'ambassade de Bavière à Berlin. Partisan du fédéralisme, opposant au nazisme, il démissionne de la fonction publique le 20 juin 1934, monte son entreprise et entre dans la résistance.
Il est en contact avec Rupprecht de Bavière et fréquente le milieu militaire. Il réunit un petit cercle de monarchistes bavarois comme les ministres Otto Geßler, Anton Fehr, Eduard Hamm, mais aussi des banquiers et des hommes d'affaires. Face à l'impossibilité de faire chuter Hitler, il s'organise avec les milieux de résistance en Suisse, en Bavière après le débarquement des Alliés avec des agents militaires et policiers du Troisième Reich.
Grâce à Alfred Delp et Augustin Rösch, il entre en contact pendant l'hiver 1942 avec la Cercle de Kreisau et rencontre notamment Helmuth James von Moltke. En juin 1944, une réunion avec Claus von Stauffenberg a lieu, Sperr fait part de son scepticisme d'un coup d'État. Après l'échec du complot du 20 juillet 1944, il est arrêté pour complicité. Le Volksgerichtshof le condamne le 11 janvier 1945 à la peine de mort. Il est pendu le 23 dans la prison de Plötzensee.